# Firepower
Firepower je osmnácté studiové album anglické heavymetalové skupiny Judas Priest. Vydáno bylo dne 9. března 2018 společností Epic Records. Kapela na desce pracovala s producenty Tomem Allomem, Andym Sneapem a Mike Exeterem. Jde o první album kapely od roku 1988 (Ram It Down), na němž spolupracovala s Allomem, stejně jako vůbec první ve spolupráci se Sneapem. Sneap kapelu doprovázel i na turné, které probíhalo na podporu alba, a to jako náhrada za nemocného Glenna Tiptona. První zveřejněnou písní z alba byla dne 5. ledna 2018 „Lightning Strike“. Album v době svého uvedení na trh sklidilo značně kladný ohlas mezi fanoušky i mezi hudebními kritiky. V žebříčku prodejnosti Billboard 200 se album Firepower díky 49 000 prodaných nosičům během prvního týdne od uvedení do prodeje dostalo na páté místo, které jej řadí mezi nejúspěšnější a nejprodávanější alba ve Spojených státech v téměř padesátileté historii skupiny. K písním „Lightning Strike“, „Spectre“ a "No Surrender" byly také natočeny videoklipy.
Album Firepower se po svém uvedení stalo jedničkou například ve Švédsku, ale také v Česku; je hodnoceno jako jedno z nejlepších v historii skupiny i jedno z nejlepších alb roku 2018.

## Pozadí
V rozhovoru s Reverb.com v listopadu 2015 Richie Faulkner uvedl, že Judas Priest začnou příští rok pracovat na novém albu. V dubnu 2016 zveřejnil Loudwire fotografii Roba Halforda, Glenna Tiptona a Faulknera ve studiu; Halford později v rozhlasovém interviewu prohlásil, že album by mělo vyjít na začátku roku 2017. Zároveň vyjádřil nespokojenost s vytvářením podobného alba jako Redeemer of Souls z roku 2014. V březnu 2017 začalo nahrávání a následná produkce, která skončila v červnu.

## Informace k albu
Halford popsal Firepower jako „bezpochyby jedno z našich nejlepších alb“, pochválil zejména Faulknerův výkon. Bubeník Scott Travis prohlásil, že to bylo „trochu od obojího“ – záměrný pokus do určité míry přirozeně zopakovat dřívější tvorbu a zároveň jistá nejistota v psaní riffů. Jeho oblíbené písně z alba jsou „Rising From Ruins“, „Lone Wolf“, „Evil Never Dies“ a „Never the Heroes“. Produkce se podle něj v porovnání s předchozím albem zlepšila. Faulkner s Travisem se shodli, že je Firepower tvrdší než Redeemer of Souls; Faulkner dále uvedl, že úvodní píseň je „možná nejrychlejší skladba Judas Priest, hlavně co se týče bubnování. Jeden z mých přátel ji poslouchal a podle něj zní podobně jako „Painkiller“, akorát je rychlejší. A mě žádná naše skladba rychlejší než „Painkiller“ nenapadá, takže pokud je rychlost měřítkem toho, jak je skladba tvrdá, tak je to nářez.“

## Vznik a nahrávání
Faulkner popsal psaní písni jako „volné a hodně uvolněné“; nápady z Redeemer of Souls se nezměnily, ale z hlediska jeho hraní na kytaru byly lehce odlišné. Také uvedl, že inspirovat se staršími alby nebyl v jeho případě záměr – dodal, že některé nápady a melodie pro Firepower existovaly už dlouho. Mezi jeho oblíbené skladby patří „Rising From Ruins“, „Evil Never Dies“ a „Sea of Red“. Dvojice producentů Allom-Sneap podle něj odvedla skvělou práci.
Necelý rok po skončení nahrávání, 12. února 2018, Glenn Tipton oznámil, že mu byla diagnostikována Parkinsonova choroba. Bývalý kytarista skupiny, K. K. Downing naznačil, že se Sneap údajně podílel na albu nejen jako producent, ale že i převzal úlohu kytaristy místo Tiptona. Halford a Faulkner to však rázně odmítli. Downing zpětně objasnil, že jen myslel, že Sneap přispěl několika riffy, sóly, texty, nápady na skladby atd.

## Ohlas kritiky
Firepower získalo převážně pozitivní hodnocení od fanoušků i kritiků. Na stránce Metacritic, která shrnuje recenze stupnicí od jedné do sta, získalo album 77 bodů. Album se rovněž dostalo na několik seznamů nejlepších (metalových) alb roku 2018.

## Seznam skladeb
Všechny skladby napsal(i) Glenn Tipton, Rob Halford & Richie Faulkner. 
| Pořadí         | Název                                 | Délka |
| -------------- | ------------------------------------- | ----- |
| 1.             | Firepower (Palebná síla)              | 3:27  |
| 2.             | Lightning Strike (Úder blesku)        | 3:29  |
| 3.             | Evil Never Dies (Zlo nikdy neumírá)   | 4:23  |
| 4.             | Never the Heroes (Nikdy ne hrdinové)  | 4:23  |
| 5.             | Necromancer (Nekromant)               | 3:33  |
| 6.             | Children of the Sun (Děti ze Slunce)  | 4:00  |
| 7.             | Guardians (Strážci) (Instrumentalní)  | 1:06  |
| 8.             | Rising from Ruins (Povstávání z ruin) | 5:23  |
| 9.             | Flame Thrower (Plamenomet)            | 4:34  |
| 10.            | Spectre (Přízrak)                     | 4:24  |
| 11.            | Traitors Gate (Brána zrádců)          | 5:43  |
| 12.            | No Surrender (Žádná kapitulace)       | 2:54  |
| 13.            | Lone Wolf (Osamělý vlk)               | 5:09  |
| 14.            | Sea of Red (Červené moře)             | 5:51  |
| Celková délka: | Celková délka:                        | 58:10 |

Box set obsahuje 7" vinyl; vyšel pouze v Německu, Rakousku a Švýcarsku.
| Strana A | Strana A         | Strana A |
| Pořadí   | Název            | Délka    |
| -------- | ---------------- | -------- |
| 1.       | Lightning Strike | 3:29     |

| Strana B | Strana B              | Strana B |
| Pořadí   | Název                 | Délka    |
| -------- | --------------------- | -------- |
| 2.       | Living After Midnight | 5:45     |

## Obsazení
- Rob Halford – zpěv
- Glenn Tipton – kytara
- Richie Faulkner – kytara
- Ian Hill – baskytara
- Scott Travis – bicí

### Výtvarná stránka
- Claudio Bergamin – obal alba
- Mark Wilkinson – přídavné ilustrace a design